# تحية الأنصاري
تحية الأنصاري (13 ديسمبر 1962 - 18 نوفمبر 2005)، ممثلة مصرية.

## عن حياتها
ولدت من أب مصري وأم تركية، نشأتها الفنية كانت بعد الثانوية حيث شعرت بأن بداخلها موهبه فنيه نحو التمثيل وكانت تتقمص الأدوار امام المرآه ولكن قابلتها عدة عوائق للوصول إلى عالم النجوميه والفن و لم يكن الوصول لهم سهل بسبب رفض العديد من افراد العائلة والاقارب ان تكون تحيه ممثله ان نتدخل هذا الوسط خاصه ان التفكير قديما يختلف عن التفكير في الوقت الحاضر وكان ذلك بمثابه العيب في ان تصبح تحيه ممثله وكان التمثيل لا يتناسب عائلتها ولكن تمسكها بالتمثيل هو الذي ادى مع الوقت إلى موافقه الاب على ماتريده ابنته بعد العديد من المناقشات والمجادلات، أصيبت بالسرطان مما أبعدها عن استكمال مشوارها الفني، ولم تستطع العودة إليه حتى بعد شفائها من مرض السرطان.

## وفاتها
توفيت في 18 نوفمبر 2005 عن عمر ناهز 43 عاماً، بسبب ذبحه صدرية.

## من أعمالها
1. عائلة الأستاذ شلش.
2. الشهد والدموع.
3. في ناس طيبين.
4. في حاجة غلط.
5. حل يرضى جميع الأطراف.
6. أيام الغياب.
7. محمد رسول الله.
8. و يمكن ان ترى بعنيك.
9. الواد سيد النصاب.
10. ثمانية حارة البحر

## روابط خارجية
- تحية الأنصاري على موقع IMDb (الإنجليزية)
- تحية الأنصاري على موقع الدهليز
- تحية الأنصاري على موقع قاعدة بيانات الأفلام العربية